# 2018–2019-es angol labdarúgókupa
A 2018–2019-es angol labdarúgókupa a világ legrégebbi versenysorozata, a The Football Association Challenge Cup, röviden FA-kupa 138. szezonja volt. A sorozat 2018. augusztus 5-én kezdődött és 2019. május 18-án ért véget. A döntőt a londoni Wembley Stadionban rendezték. Főtámogatója az Emirates légitársaság, címvédője a Chelsea volt. A kupát a Manchester City nyerte, története során hatodik alkalommal.

## Csapatok
| Kör          | Dátum              | Mérkőzések száma | Csapatok | Új érkezők a körben |
| ------------ | ------------------ | ---------------- | -------- | ------------------- |
| Első kör     | 2018. november 9.  | 40               | 124 → 84 | 48: 45.–92.         |
| Második kör  | 2018. november 30. | 20               | 84 → 64  | –                   |
| Harmadik kör | 2019. január 4.    | 32               | 64 → 32  | 44: 1.–44.          |
| Negyedik kör | 2019. január 25.   | 16               | 32 → 16  | –                   |
| Ötödik kör   | 2019. február 15.  | 8                | 16 → 8   | –                   |
| Hatodik kör  | 2019. március 16.  | 4                | 8 → 4    | –                   |
| Elődöntő     | 2019. április 6.   | 2                | 4 → 2    | –                   |
| Döntő        | 2019. május 18.    | 1                | 2 → 1    | –                   |

## Harmadik kör
A kupa harmadik körét 2018. december 3-án sorsolták ki. A mérkőzéseket 2019. január 4. és 7. között játszották. A második körből továbbjutó 20 csapathoz itt csatlakozott a Premier League és a Championship 44 csapata.
| 2019. január 4. 19:45 GMT |

| Tranmere Rovers (4) | 0–7         | Tottenham Hotspur (1)                                 |
| ------------------- | ----------- | ----------------------------------------------------- |
|                     | Jegyzőkönyv | Aurier 40' 55' Llorente 48' 71' 72' Szon 57' Kane 82' |

| Prenton Park, Birkenhead Nézőszám: 12 553 Játékvezető: Andre Marriner |

| 2019. január 5. 12:30 GMT |

| Sheffield Wednesday (2) | 0–0         | Luton Town (3) |
| ----------------------- | ----------- | -------------- |
|                         | Jegyzőkönyv |                |

| Hillsborough, Sheffield Nézőszám: 16 974 Játékvezető: Robert Jones |

| 2019. január 15. újrajátszás 19:45 GMT |

| Luton Town (3) | 0–1         | Sheffield Wednesday (2) |
| -------------- | ----------- | ----------------------- |
|                | Jegyzőkönyv | Nuhiu 46'               |

| Kenilworth Road, Luton Nézőszám: 9 259 Játékvezető: Tim Robinson |

| 2019. január 5. 12:30 GMT |

| Manchester United (1)            | 2–0         | Reading (2) |
| -------------------------------- | ----------- | ----------- |
| Mata 22' (11-esből) Lukaku 45+4' | Jegyzőkönyv |             |

| Old Trafford, Manchester Nézőszám: 73 918 Játékvezető: Stuart Attwell |

| 2019. január 5. 12:30 GMT |

| Shrewsbury Town (3)      | 1–1         | Stoke City (2) |
| ------------------------ | ----------- | -------------- |
| Norburn 45+4' (11-esből) | Jegyzőkönyv | Crouch 78'     |

| New Meadow, Shrewsbury Nézőszám: 7 512 Játékvezető: David Webb |

| 2019. január 15. újrajátszás 20:00 GMT |

| Stoke City (2)   | 2–3         | Shrewsbury Town (3)                               |
| ---------------- | ----------- | ------------------------------------------------- |
| Campbell 20' 36' | Jegyzőkönyv | Bolton 71' Okenabirhie 77' (11-esből) Laurent 81' |

| bet365, Stoke-on-Trent Nézőszám: 10 261 Játékvezető: Geoff Eltringham |

| 2019. január 5. 12:30 GMT |

| Bournemouth (1) | 1–3         | Brighton & Hove Albion (1)            |
| --------------- | ----------- | ------------------------------------- |
| Pugh 55'        | Jegyzőkönyv | Knockaert 31' Bissouma 34' Andone 64' |

| Dean Court, Bournemouth Nézőszám: 10 522 Játékvezető: Michael Oliver |

| 2019. január 5. 12:30 GMT |

| West Ham United (1)         | 2–0         | Birmingham City (2) |
| --------------------------- | ----------- | ------------------- |
| Arnautović 2' Carroll 90+1' | Jegyzőkönyv |                     |

| London Stadion, Stratford, London Nézőszám: 54 840 Játékvezető: Roger East |

| 2019. január 5. 12:30 GMT |

| Burnley (1)           | 1–0         | Barnsley (3) |
| --------------------- | ----------- | ------------ |
| Wood 90+2' (11-esből) | Jegyzőkönyv |              |

| Turf Moor, Burnley Nézőszám: 11 053 Játékvezető: Simon Hooper |

| 2019. január 5. 12:30 GMT |

| West Bromwich Albion (2) | 1–0         | Wigan Athletic (2) |
| ------------------------ | ----------- | ------------------ |
| Sako 31'                 | Jegyzőkönyv |                    |

| The Hawthorns, West Bromwich Nézőszám: 15 465 Játékvezető: Keith Stroud |

| 2019. január 5. 15:00 GMT |

| Bolton Wanderers (2)                           | 5–2         | Walsall (3)          |
| ---------------------------------------------- | ----------- | -------------------- |
| Donaldson 58' Magennis 61' 80' 87' Guthrie 63' | Jegyzőkönyv | Cook 19' Beevers 68' |

| University of Bolton Stadion, Bolton Nézőszám: 5 506 Játékvezető: Darren England |

| 2019. január 5. 15:00 GMT |

| Gillingham (3) | 1–0         | Cardiff City (1) |
| -------------- | ----------- | ---------------- |
| List 81'       | Jegyzőkönyv |                  |

| Priestfield Stadion, Gillingham Nézőszám: 7 090 Játékvezető: Tim Robinson |

| 2019. január 5. 15:00 GMT |

| Brentford (2)         | 1–0         | Oxford United (3) |
| --------------------- | ----------- | ----------------- |
| Maupay 80' (11-esből) | Jegyzőkönyv |                   |

| Griffin Park, Brentford, London Nézőszám: 6 106 Játékvezető: Jeremy Simpson |

| 2019. január 5. 15:00 GMT |

| Everton (1)             | 2–1         | Lincoln City (4) |
| ----------------------- | ----------- | ---------------- |
| Lookman 12' Bernard 14' | Jegyzőkönyv | Bostwick 28'     |

| Goodison Park, Liverpool Nézőszám: 37 900 Játékvezető: John Brooks |

| 2019. január 5. 15:00 GMT |

| Chelsea (1)    | 2–0         | Nottingham Forest (2) |
| -------------- | ----------- | --------------------- |
| Morata 49' 59' | Jegyzőkönyv |                       |

| Stamford Bridge, Fulham, London Nézőszám: 40 544 Játékvezető: Andy Madley |

| 2019. január 5. 15:00 GMT |

| Derby County (2)          | 2–2         | Southampton (1) |
| ------------------------- | ----------- | --------------- |
| Marriott 58' Lawrence 61' | Jegyzőkönyv | Redmond 4' 48'  |

| Pride Park Stadion, Derby Nézőszám: 17 095 Játékvezető: Oliver Langford |

| 2019. január 16. újrajátszás |

| Southampton (1)                         | 2–2 (h. u.) | Derby County (2)                    |
| --------------------------------------- | ----------- | ----------------------------------- |
| Armstrong 68' Redmond 70'               | Jegyzőkönyv | Wilson 76' Waghorn 82'              |
| Büntetőpárbaj                           |             |                                     |
| Ward-Prowse Redmond Vestergaard Targett | 3–5         | Waghorn Nugent Mount Lawrence Keogh |

| St Mary’s, Southampton Nézőszám: 14 651 Játékvezető: Anthony Taylor |

| 2019. január 5. 15:00 GMT |

| Accrington Stanley (3) | 1–0         | Ipswich Town (2) |
| ---------------------- | ----------- | ---------------- |
| Kee 76'                | Jegyzőkönyv |                  |

| Crown Ground, Accrington Nézőszám: 2 869 Játékvezető: Dean Whitestone |

| 2019. január 5. 15:00 GMT |

| Fleetwood Town (3)              | 2–3         | AFC Wimbledon (3)                   |
| ------------------------------- | ----------- | ----------------------------------- |
| Madden 70' Evans 72' (11-esből) | Jegyzőkönyv | Barcham 16' Hartigan 55' Appiah 89' |

| Highbury Stadion, Fleetwood Nézőszám: 2 131 Játékvezető: Ross Joyce |

| 2019. január 5. 15:00 GMT |

| Middlesbrough (2)                                     | 5–0         | Peterborough United (3) |
| ----------------------------------------------------- | ----------- | ----------------------- |
| Assombalonga 47' Friend 50' Wing 62' 70' Fletcher 87' | Jegyzőkönyv |                         |

| Riverside Stadion, Middlesbrough Nézőszám: 11 647 Játékvezető: James Linington |

| 2019. január 5. 15:00 GMT |

| Aston Villa (2) | 0–3         | Swansea City (2)                        |
| --------------- | ----------- | --------------------------------------- |
|                 | Jegyzőkönyv | Baker-Richardson 2' Dyer 47' Fulton 78' |

| Villa Park, Birmingham Nézőszám: 30 572 Játékvezető: Gavin Ward |

| 2019. január 5. 17:30 GMT |

| Newcastle United (1)   | 1–1         | Blackburn Rovers (2) |
| ---------------------- | ----------- | -------------------- |
| Ritchie 84' (11-esből) | Jegyzőkönyv | Dack 56'             |

| St James’ Park, Newcastle upon Tyne Nézőszám: 36 440 Játékvezető: Kevin Friend |

| 2019. január 15. újrajátszás 19:45 GMT |

| Blackburn Rovers (2)        | 2–4 (h. u.) | Newcastle United (1)                              |
| --------------------------- | ----------- | ------------------------------------------------- |
| Armstrong 33' Lenihan 45+1' | Jegyzőkönyv | Longstaff 1' Roberts 22' Joselu 105+3' Pérez 106' |

| Ewood Park, Blackburn Nézőszám: 14 228 Játékvezető: Lee Probert |

| 2019. január 5. 17:30 GMT |

| Crystal Palace (1) | 1–0         | Grimsby Town (4) |
| ------------------ | ----------- | ---------------- |
| J. Ayew 87'        | Jegyzőkönyv |                  |

| Selhurst Park, Selhurst, London Nézőszám: 19 967 Játékvezető: Martin Atkinson |

| 2019. január 5. 17:30 GMT |

| Bristol City (2) | 1–0         | Huddersfield Town (1) |
| ---------------- | ----------- | --------------------- |
| Brownhill 72'    | Jegyzőkönyv |                       |

| Ashton Gate, Bristol Nézőszám: 12 179 Játékvezető: Peter Bankes |

| 2019. január 5. 17:30 GMT |

| Blackpool (3) | 0–3         | Arsenal (1)               |
| ------------- | ----------- | ------------------------- |
|               | Jegyzőkönyv | Willock 11' 37' Iwobi 82' |

| Bloomfield Road, Blackpool Nézőszám: 8 955 Játékvezető: Mike Dean |

| 2019. január 5. 17:30 GMT |

| Norwich City (2) | 0–1         | Portsmouth (3) |
| ---------------- | ----------- | -------------- |
|                  | Jegyzőkönyv | Green 90+4'    |

| Carrow Road, Norwich Nézőszám: 23 201 Játékvezető: Darren Bond |

| 2019. január 6. 14:00 GMT |

| Millwall (2)     | 2–1         | Hull City (2) |
| ---------------- | ----------- | ------------- |
| Ferguson 82' 85' | Jegyzőkönyv | Toral 52'     |

| The Den, Bermondsey, London Nézőszám: 5 307 Játékvezető: Andy Woolmer |

| 2019. január 6. 14:00 GMT |

| Preston North End (2) | 1–3         | Doncaster Rovers (3)              |
| --------------------- | ----------- | --------------------------------- |
| Hughes 56'            | Jegyzőkönyv | Marquis 5' Anderson 72' Wilks 87' |

| Deepdale, Preston Nézőszám: 8 101 Játékvezető: Andy Davies |

| 2019. január 6. 14:00 GMT |

| Fulham (1) | 1–2         | Oldham Athletic (4)              |
| ---------- | ----------- | -------------------------------- |
| Odoi 52'   | Jegyzőkönyv | Surridge 76' (11-esből) Lang 88' |

| Craven Cottage, Fulham, London Nézőszám: 16 134 Játékvezető: Anthony Taylor |

| 2019. január 6. 14:00 GMT |

| Manchester City (1)                                                                   | 7–0         | Rotherham United (2) |
| ------------------------------------------------------------------------------------- | ----------- | -------------------- |
| Sterling 12' Foden 43' Ajayi 45+1' Gabriel Jesus 52' Mahrez 73' Otamendi 78' Sané 85' | Jegyzőkönyv |                      |

| City of Manchester Stadion, Manchester Nézőszám: 52 708 Játékvezető: David Coote |

| 2019. január 6. 14:00 GMT |

| Woking (6) | 0–2         | Watford (1)           |
| ---------- | ----------- | --------------------- |
|            | Jegyzőkönyv | Hughes 13' Deeney 74' |

| Kingfield Stadion, Woking Nézőszám: 5 717 Játékvezető: Graham Scott |

| 2019. január 6. 14:00 GMT |

| Queens Park Rangers (2)         | 2–1         | Leeds United (2) |
| ------------------------------- | ----------- | ---------------- |
| Oteh 23' (11-esből) Bidwell 75' | Jegyzőkönyv | Halme 25'        |

| Loftus Road, Shepherd's Bush, London Nézőszám: 11 637 Játékvezető: Geoff Eltringham |

| 2019. január 6. 14:00 GMT |

| Sheffield United (2) | 0–1         | Barnet (5)                |
| -------------------- | ----------- | ------------------------- |
|                      | Jegyzőkönyv | Coulthirst 21' (11-esből) |

| Bramall Lane, Sheffield Nézőszám: 9 906 Játékvezető: Tony Harrington |

| 2019. január 6. 16:30 GMT |

| Newport County (4)            | 2–1         | Leicester City (1) |
| ----------------------------- | ----------- | ------------------ |
| Matt 10' Amond 85' (11-esből) | Jegyzőkönyv | Ghezzal 82'        |

| Rodney Parade, Newport Nézőszám: 6 705 Játékvezető: Chris Kavanagh |

| 2019. január 7. 19:45 GMT |

| Wolverhampton Wanderers (1) | 2–1         | Liverpool (1) |
| --------------------------- | ----------- | ------------- |
| Jiménez 38' Neves 55'       | Jegyzőkönyv | Origi 51'     |

| Molineux Stadion, Wolverhampton Nézőszám: 25 849 Játékvezető: Paul Tierney |

## Negyedik kör
A negyedik kört 2019. január 7-én sorsolták ki, a mérkőzéseket január 25. és 28. között játszották.
| 2019. január 25. 19:45 GMT |

| Bristol City (2)        | 2–1         | Bolton Wanderers (2) |
| ----------------------- | ----------- | -------------------- |
| O’Dowda 8' Eliasson 30' | Jegyzőkönyv | Beevers 6'           |

| Ashton Gate, Bristol Nézőszám: 13 747 Játékvezető: Stuart Attwell |

| 2019. január 25. 19:55 GMT |

| Arsenal (1)    | 1–3         | Manchester United (1)               |
| -------------- | ----------- | ----------------------------------- |
| Aubameyang 43' | Jegyzőkönyv | Sánchez 31' Lingard 33' Martial 82' |

| Emirates Stadion, Holloway, London Nézőszám: 59 571 Játékvezető: Craig Pawson |

| 2019. január 26. 12:30 GMT |

| Accrington Stanley (3) | 0–1         | Derby County (2) |
| ---------------------- | ----------- | ---------------- |
|                        | Jegyzőkönyv | Waghorn 78'      |

| Crown Ground, Accrington Nézőszám: 5 397 Játékvezető: Jonathan Moss |

| 2019. január 26. 15:00 GMT |

| Manchester City (1)                                                         | 5–0         | Burnley (1) |
| --------------------------------------------------------------------------- | ----------- | ----------- |
| Gabriel Jesus 23' B. Silva 52' De Bruyne 61' Long 73' Agüero 85' (11-esből) | Jegyzőkönyv |             |

| City of Manchester Stadion, Manchester Nézőszám: 50 121 Játékvezető: Graham Scott |

| 2019. január 26. 15:00 GMT |

| Newcastle United (1) | 0–2         | Watford (1)          |
| -------------------- | ----------- | -------------------- |
|                      | Jegyzőkönyv | Gray 61' Success 90' |

| St James’ Park, Newcastle upon Tyne Nézőszám: 34 604 Játékvezető: David Coote |

| 2019. január 26. 15:00 GMT |

| Brighton & Hove Albion (1) | 0–0         | West Bromwich Albion (2) |
| -------------------------- | ----------- | ------------------------ |
|                            | Jegyzőkönyv |                          |

| Falmer Stadion, Brighton Nézőszám: 20 001 Játékvezető: Lee Mason |

| 2019. február 6. újrajátszás 20:05 GMT |

| West Bromwich Albion (2) | 1–3 (h. u.) | Brighton & Hove Albion (1)  |
| ------------------------ | ----------- | --------------------------- |
| Bartley 77'              | Jegyzőkönyv | Andone 82' Murray 104' 117' |

| The Hawthorns, West Bromwich Nézőszám: 8 645 Játékvezető: Paul Tierney |

| 2019. január 26. 15:00 GMT |

| Swansea City (2)                      | 4–1         | Gillingham (3) |
| ------------------------------------- | ----------- | -------------- |
| McBurnie 10' 32' Celina 73' McKay 84' | Jegyzőkönyv | Rees 51'       |

| Liberty Stadion, Swansea Nézőszám: 15 080 Játékvezető: Darren England |

| 2019. január 26. 15:00 GMT |

| Middlesbrough (2) | 1–1         | Newport County (4) |
| ----------------- | ----------- | ------------------ |
| Ayala 51'         | Jegyzőkönyv | Dolan 90+3'        |

| Riverside Stadion, Middlesbrough Nézőszám: 15 794 Játékvezető: John Brooks |

| 2019. február 5. újrajátszás 19:45 GMT |

| Newport County (4)     | 2–0         | Middlesbrough (2) |
| ---------------------- | ----------- | ----------------- |
| Willmott 47' Amond 67' | Jegyzőkönyv |                   |

| Rodney Parade, Newport Nézőszám: 6 552 Játékvezető: Stuart Attwell |

| 2019. január 26. 15:00 GMT |

| Shrewsbury Town (3)        | 2–2         | Wolverhampton Wanderers (1) |
| -------------------------- | ----------- | --------------------------- |
| Docherty 47' Waterfall 71' | Jegyzőkönyv | Jiménez 75' Doherty 90+3'   |

| New Meadow, Shrewsbury Nézőszám: 9 503 Játékvezető: Roger East |

| 2019. február 5. újrajátszás 19:45 GMT |

| Wolverhampton Wanderers (1)    | 3–2         | Shrewsbury Town (3)    |
| ------------------------------ | ----------- | ---------------------- |
| Doherty 2' 45+6' Cavaleiro 62' | Jegyzőkönyv | Bolton 11' Laurent 39' |

| Molineux Stadion, Wolverhampton Nézőszám: 28 844 Játékvezető: Lee Probert |

| 2019. január 26. 15:00 GMT |

| Portsmouth (3) | 1–1         | Queens Park Rangers (2) |
| -------------- | ----------- | ----------------------- |
| Brown 63'      | Jegyzőkönyv | Wells 74'               |

| Fratton Park, Portsmouth Nézőszám: 19 378 Játékvezető: Gavin Ward |

| 2019. február 5. újrajátszás 19:45 GMT |

| Queens Park Rangers (2) | 2–0         | Portsmouth (3) |
| ----------------------- | ----------- | -------------- |
| Wells 70' Smith 77'     | Jegyzőkönyv |                |

| Loftus Road, Shepherd’s Bush, London Nézőszám: 13 115 Játékvezető: David Coote |

| 2019. január 26. 15:00 GMT |

| Doncaster Rovers (3)        | 2–1         | Oldham Athletic (4) |
| --------------------------- | ----------- | ------------------- |
| Whiteman 68' 90' (11-esből) | Jegyzőkönyv | Clarke 84'          |

| Keepmoat Stadion, Doncaster Nézőszám: 11 260 Játékvezető: Peter Bankes |

| 2019. január 26. 17:30 GMT |

| Millwall (2)                              | 3–2         | Everton (1)               |
| ----------------------------------------- | ----------- | ------------------------- |
| Gregory 45+2' Cooper 75' M. Wallace 90+4' | Jegyzőkönyv | Richarlison 43' Tosun 72' |

| The Den, Bermondsey, London Nézőszám: 16 354 Játékvezető: Michael Oliver |

| 2019. január 26. 19:45 GMT |

| AFC Wimbledon (3)                       | 4–2         | West Ham United (1)           |
| --------------------------------------- | ----------- | ----------------------------- |
| Appiah 34' Wagstaff 41' 46' Sibbick 88' | Jegyzőkönyv | Pérez 57' Felipe Anderson 71' |

| Kingsmeadow, Norbiton, London Nézőszám: 4 777 Játékvezető: Anthony Taylor |

| 2019. január 27. 16:00 GMT |

| Crystal Palace (1)                 | 2–0         | Tottenham Hotspur (1) |
| ---------------------------------- | ----------- | --------------------- |
| Wickham 9' Townsend 34' (11-esből) | Jegyzőkönyv |                       |

| Selhurst Park, Selhurst, London Nézőszám: 19 491 Játékvezető: Kevin Friend |

| 2019. január 27. 18:00 GMT |

| Chelsea (1)                                | 3–0         | Sheffield Wednesday (2) |
| ------------------------------------------ | ----------- | ----------------------- |
| Willian 26' (11-esből) 83' Hudson-Odoi 65' | Jegyzőkönyv |                         |

| Stamford Bridge, Fulham, London Nézőszám: 37 433 Játékvezető: Andre Marriner |

| 2019. január 28. 19:45 GMT |

| Barnet (5)                     | 3–3         | Brentford (2)                               |
| ------------------------------ | ----------- | ------------------------------------------- |
| Coulthirst 50' 53' Sparkes 75' | Jegyzőkönyv | Watkins 40' Maupay 60' (11-esből) Canós 72' |

| The Hive Stadion, Canons Park, London Nézőszám: 6 215 Játékvezető: Andrew Madley |

| 2019. február 5. újrajátszás 19:45 GMT |

| Brentford (2)                    | 3–1         | Barnet (5)  |
| -------------------------------- | ----------- | ----------- |
| Canós 7' Jeanvier 32' Maupay 71' | Jegyzőkönyv | Tutonda 74' |

| Griffin Park, Brentford, London Nézőszám: 6 954 Játékvezető: Roger East |

## Ötödik kör
Az ötödik kört 2019. január 28-án sorsolták ki, a mérkőzéseket 2019. február 15. és 18. között játszották.
| 2019. február 15. 19:45 |

| Queens Park Rangers (2) | 0–1         | Watford (1)  |
| ----------------------- | ----------- | ------------ |
|                         | Jegyzőkönyv | Capoue 45+1' |

| Loftus Road, Shepherd’s Bush, London Nézőszám: 17 212 Játékvezető: Michael Oliver |

| 2019. február 16. 12:30 |

| Brighton & Hove Albion (1)  | 2–1         | Derby County (2) |
| --------------------------- | ----------- | ---------------- |
| Knockaert 33' Locadia 45+2' | Jegyzőkönyv | Cole 81'         |

| Falmer Stadion, Brighton Nézőszám: 24 562 Játékvezető: David Coote |

| 2019. február 16. 15:00 |

| AFC Wimbledon (3) | 0–1         | Millwall (2)  |
| ----------------- | ----------- | ------------- |
|                   | Jegyzőkönyv | M. Wallace 5' |

| Kingsmeadow, Norbiton, London Nézőszám: 4 795 Játékvezető: Jonathan Moss |

| 2019. február 16. 17:30 |

| Newport County (4) | 1–4         | Manchester City (1)                 |
| ------------------ | ----------- | ----------------------------------- |
| Amond 88'          | Jegyzőkönyv | Sané 51' Foden 75' 89' Mahrez 90+4' |

| Rodney Parade, Newport Nézőszám: 9 680 Játékvezető: Andre Marriner |

| 2019. február 17. 13:00 |

| Bristol City (2) | 0–1         | Wolverhampton Wanderers (1) |
| ---------------- | ----------- | --------------------------- |
|                  | Jegyzőkönyv | Cavaleiro 28'               |

| Ashton Gate, Bristol Nézőszám: 24 394 Játékvezető: Martin Atkinson |

| 2019. február 17. 16:00 |

| Doncaster Rovers (3) | 0–2         | Crystal Palace (1)     |
| -------------------- | ----------- | ---------------------- |
|                      | Jegyzőkönyv | Schlupp 8' Meyer 45+2' |

| Keepmoat Stadion, Doncaster Nézőszám: 14 010 Játékvezető: Mike Dean |

| 2019. február 17. 16:00 |

| Swansea City (2)                           | 4–1         | Brentford (2) |
| ------------------------------------------ | ----------- | ------------- |
| Daniels 49' James 53' Celina 66' Byers 90' | Jegyzőkönyv | Watkins 28'   |

| Liberty Stadion, Swansea Nézőszám: 11 261 Játékvezető: Stuart Attwell |

| 2019. február 18. 19:30 |

| Chelsea (1) | 0–2         | Manchester United (1) |
| ----------- | ----------- | --------------------- |
|             | Jegyzőkönyv | Herrera 31' Pogba 45' |

| Stamford Bridge, Fulham, London Nézőszám: 40 562 Játékvezető: Kevin Friend |

## Negyeddöntő
A negyeddöntőket 2019. február 18-án sorsolták ki, a mérkőzéseket március 16-án és 17-én játszották.
| 2019. március 16. 12:15 GMT |

| Watford (1)         | 2–1         | Crystal Palace (1) |
| ------------------- | ----------- | ------------------ |
| Capoue 27' Gray 79' | Jegyzőkönyv | Batshuayi 62'      |

| Vicarage Road, Watford Nézőszám: 18 104 Játékvezető: Kevin Friend |

| 2019. március 16. 17:20 GMT |

| Swansea City (2)                 | 2–3         | Manchester City (1)                   |
| -------------------------------- | ----------- | ------------------------------------- |
| Grimes 20' (11-esből) Celina 29' | Jegyzőkönyv | B. Silva 69' Nordfeldt 78' Agüero 88' |

| Liberty Stadion, Swansea Játékvezető: Andre Marriner |

| 2019. március 16. 19:55 GMT |

| Wolverhampton Wanderers (1) | 2–1         | Manchester United (1) |
| --------------------------- | ----------- | --------------------- |
| Jiménez 70' Jota 76'        | Jegyzőkönyv | Rashford 90+5'        |

| Molineux Stadion, Wolverhampton Nézőszám: 31 004 Játékvezető: Martin Atkinson |

| 2019. március 17. 14:00 GMT |

| Millwall (2)                                      | 2–2 (h. u.) | Brighton & Hove Albion (1)                 |
| ------------------------------------------------- | ----------- | ------------------------------------------ |
| Pearce 70' O’Brien 79'                            | Jegyzőkönyv | Locadia 88' March 90+5'                    |
| Büntetőpárbaj                                     |             |                                            |
| Williams Tunnicliffe Leonard Romeo Morison Cooper | 4–5         | Murray Locadia March Pröpper Stephens Dunk |

| The Den, Bermondsey, London Nézőszám: 17 137 Játékvezető: Chris Kavanagh |

## Elődöntő
Az elődöntőket 2019. március 17-én sorsolták ki.
| 2019. április 6. 17:30 |

| Manchester City (1) | 1–0         | Brighton & Hove Albion (1) |
| ------------------- | ----------- | -------------------------- |
| Jesus 4'            | Jegyzőkönyv |                            |

| Wembley Stadion, London Nézőszám: 71 521 Játékvezető: Anthony Taylor |

| 2019. április 7. 16:00 |

| Watford (1)                               | 3–2 (h. u.) | Wolverhampton Wanderers (1) |
| ----------------------------------------- | ----------- | --------------------------- |
| Deulofeu 79' 104' Deeney 90+4' (11-esből) | Jegyzőkönyv | Doherty 36' Jiménez 62'     |

| Wembley Stadion, London Nézőszám: 80 092 Játékvezető: Michael Oliver |

## Döntő
| 2019. május 18. 18:00 CEST |

| Manchester City                                                   | 6 – 0               | Watford |
| ----------------------------------------------------------------- | ------------------- | ------- |
| D. Silva 26' Gabriel Jesus 38' 68' De Bruyne 61' Sterling 81' 87' | (2 – 0) Jegyzőkönyv |         |

| Wembley Stadion, London Nézőszám: 85 854 Játékvezető: Kevin Friend |